# Francisco Lavernia
Francisco Manuel Lavernia Hernández (Camagüey, 3 aprile 1918 – Miami, 19 aprile 2005) è stato un cestista cubano.

## Carriera
Ha disputato sei partite ai Giochi della XIV Olimpiade segnando 31 punti, con un massimo di 9 contro l'Irlanda.